# گمرک تپه
گمرک تپه مربوط به سده‌های ۱ تا ۵ ه‍.ق است و در شهرستان شیروان، بخش حومه، دهستان امیرآباد، روستای برزل آباد واقع شده و این اثر در تاریخ ۲۳ بهمن ۱۳۸۵ با شمارهٔ ثبت ۱۷۳۸۳ به‌عنوان یکی از آثار ملی ایران به ثبت رسیده‌است.